# مقاطعة دورود
مقاطعة دورود (بالفارسية: شهرستان دورود) هي مقاطعة تقع في لرستان في إيران. يقدر عدد سكانها بـ 159,026 نسمة .